# Neukirchen-Balbini
Neukirchen-Balbini ist ein Markt im Oberpfälzer Landkreis Schwandorf.

## Geographie

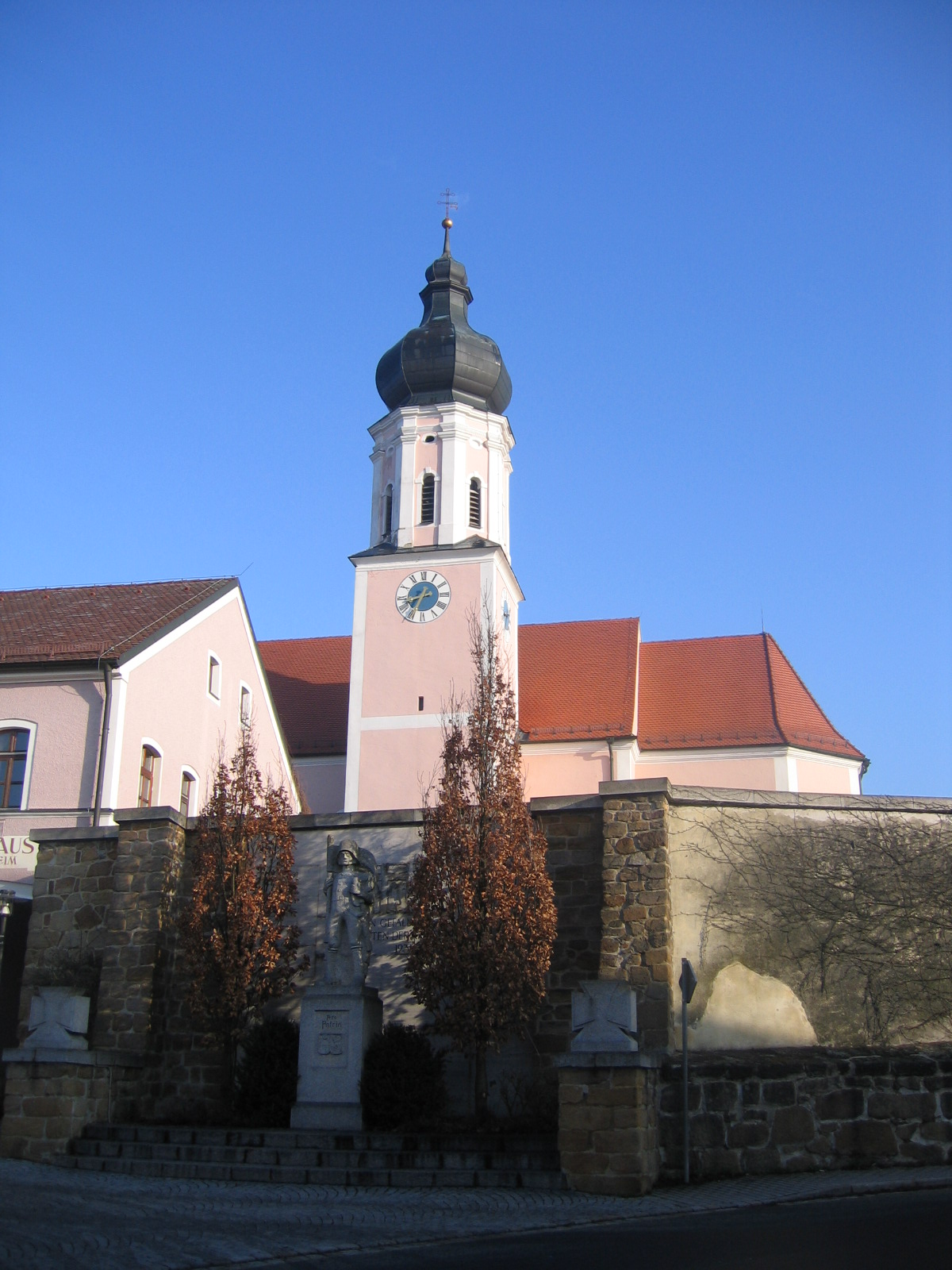
Rathaus und Pfarrkirche St. Michael im Ortskern von Neukirchen-Balbini

Neukirchen-Balbini liegt etwa zehn Kilometer südöstlich der Stadt Neunburg vorm Wald im Naturpark Oberpfälzer Wald, der im Osten die Grenze zu Tschechien berührt.

### Nachbargemeinden
Von Norden bis Südwesten gegen den Uhrzeigersinn grenzen die Gemeinden Neunburg vorm Wald und Bodenwöhr und von Nordosten bis Süden der Landkreis Cham mit den Gemeinden im Uhrzeigersinn Rötz, Stamsried und Roding.
| Neunburg vorm Wald 7 km | Neunburg vorm Wald 7 km                     | Rötz 9 km      |
| Bodenwöhr 10 km         | Kompassrose, die auf Nachbargemeinden zeigt | Stamsried 7 km |
| Bodenwöhr 10 km         | Roding 12 km                                | Stamsried 7 km |

### Gemeindegliederung
Es gibt 31 Gemeindeteile (in Klammern ist der Siedlungstyp angegeben):
- Albenried (Einöde)
- Alletsried (Dorf)
- Boden (Dorf)
- Dehnhof (Einöde)
- Egelsried (Kirchdorf)
- Enzenried (Dorf)
- Etzmannsried (Weiler)
- Goppoltsried (Dorf)
- Grottenthal (Einöde)
- Hansenried (Dorf)
- Happassenried (Weiler)
- Haselhof (Einöde)
- Hippoltsried (Weiler)
- Jagenried (Dorf)
- Kitzenried (Dorf)
- Meidenried (Weiler)
- Neualbenried (Einöde)
- Neukirchen-Balbini (Hauptort)
- Oberstocksried (Einöde)
- Oedhof (Weiler)
- Rodlseign (Einöde)
- Rückhof (Einöde)
- Scheiblhof (Einöde)
- Sperlhof (Einöde)
- Stadlhof (Einöde)
- Unterstocksried (Einöde)
- Weihermühle (Einöde)
- Wirnetsried (Einöde)
- Wolfsgrub (Weiler)
- Ziegelöd (Einöde)
- Ziegenmühle (Einöde)

## Geschichte

### Bis zur Gemeindegründung
Die erste Ortsnennung als „Nuinkhirchen“ datiert vom 11. Dezember 1138 aus einer Urkunde, mit der Bischof Otto von Bamberg  das Kloster Prüfening mit mehreren Orten ausstattete. 1297 ist ein geistlicher Herr Paldewinus und damit auch die Pfarrei belegt, die dem Ort als Neukirchen des Paldewinus den Namen gegeben hat. Wohl schon vor 1300 zum Markt erhoben, wurde der Ort am 19. Juni 1345 von den Wittelsbachern erworben. Pfalzgraf Otto stattete den Markt, dessen Name sich im Lauf der Zeit zu Neukirchen-Balbini  wandelte, am 19. November 1449 mit Wappen und Siegel aus. Im 16. Jahrhundert mussten die Untertanen wegen der Glaubenskämpfe viermal in 60 Jahren ihre Religion wechseln. Im Dreißigjährigen Krieg äscherten kaiserliche Soldaten 1634 den Markt ein, am 19. März 1641 brannte erneut alles bis auf 7 Häuser nieder. Einer Brandkatastrophe am 17. April 1779 fiel der ganze Markt zum Opfer, nur die Kirche konnte gerettet werden.

### Eingemeindungen
Im Zuge der Gebietsreform in Bayern wurde am 1. Januar 1972 die Gemeinde Boden mit Etzmannsried, Goppoltsried, Grottenthal, Hippoltsried, Oedhof, Rodlseign, Stadlhof und Wirnetsried eingegliedert. Am 1. Juli 1972 kamen die Gemeinde Egelsried mit den Gemeindeteilen Albenried, Haselhof, Jagenried, Neualbenried, Ober- und Unterstocksried und die Orte Kitzenried und Wolfsgrub aus der aufgelösten Gemeinde Kleinwinklarn hinzu. Alletsried mit Gebertshof, Happassenried, Meidenried, Rückhof und Sperlhof ohne Haslarn und Meigelsried sowie Hansenried ohne Thanried mit Dehnhof, Enzenried, Scheiblhof, Weihermühle und Ziegenmühle folgten am 1. Mai 1978. Am 1. Januar 2017 wurde ein Teil (94 ha) des ehemaligen gemeindefreien Gebiets Östlicher Neubäuer Forst eingegliedert.

### Einwohnerentwicklung
Zwischen 1988 und 2018 sank die Einwohnerzahl von 1198 auf 1122 um 76 Einwohner bzw. um 6,3 %.

## Politik
- FWG: 12

### Marktrat
Der Marktgemeinderat besteht aus zwölf bei der Kommunalwahl gewählten Mitgliedern, darunter zwei Frauen, die seit der Gemeinderatswahl am 15. März 2020 alle zur  Bürgerliste gehören. Die Wahlbeteiligung lag bei 66,9 %.
| Bürgerliste |
| ----------- |
| 12 Sitze    |

### Bürgermeister
Erster Bürgermeister des Marktes Neukirchen-Balbini ist Markus Dauch (Bürgerliste). Dieser wurde bei der Kommunalwahl 2020 mit 77,0 % der gültigen Stimmen gewählt.

### Wappen
| Wappen von Neukirchen-Balbini | Blasonierung: „In Rot auf grünem Boden zwischen grünen Bäumen eine turmlose, silberne Kirche mit blauen Dächern und goldenen Kreuzen; darüber schwebend ein Schild mit den bayerischen Rauten.“ |
| Wappen von Neukirchen-Balbini | Das Wappen verlieh Pfalzgraf Otto I. der Mosbacher 1449. |

## Verwaltung und Infrastruktur
- Am 1. Mai 1976 schlossen sich im Zuge der Gebietsreform die ehemals selbständigen Gemeinden Dieterskirchen, Neukirchen-Balbini, Thanstein und Schwarzhofen zur Verwaltungsgemeinschaft Neunburg vorm Wald zusammen.
- Die Gemeinde verfügt über alle wichtigen Infrastruktureinrichtungen, wie Kindergarten, Grundschule, Bücherei, Gastronomie und Geschäfte des täglichen Bedarfs.
- Neukirchen-Balbini hatte bis 1984 einen weit vom Ort entfernten Bahnhof an der Bahnstrecke Schwandorf–Furth im Wald.

## Kultur und Sehenswertes

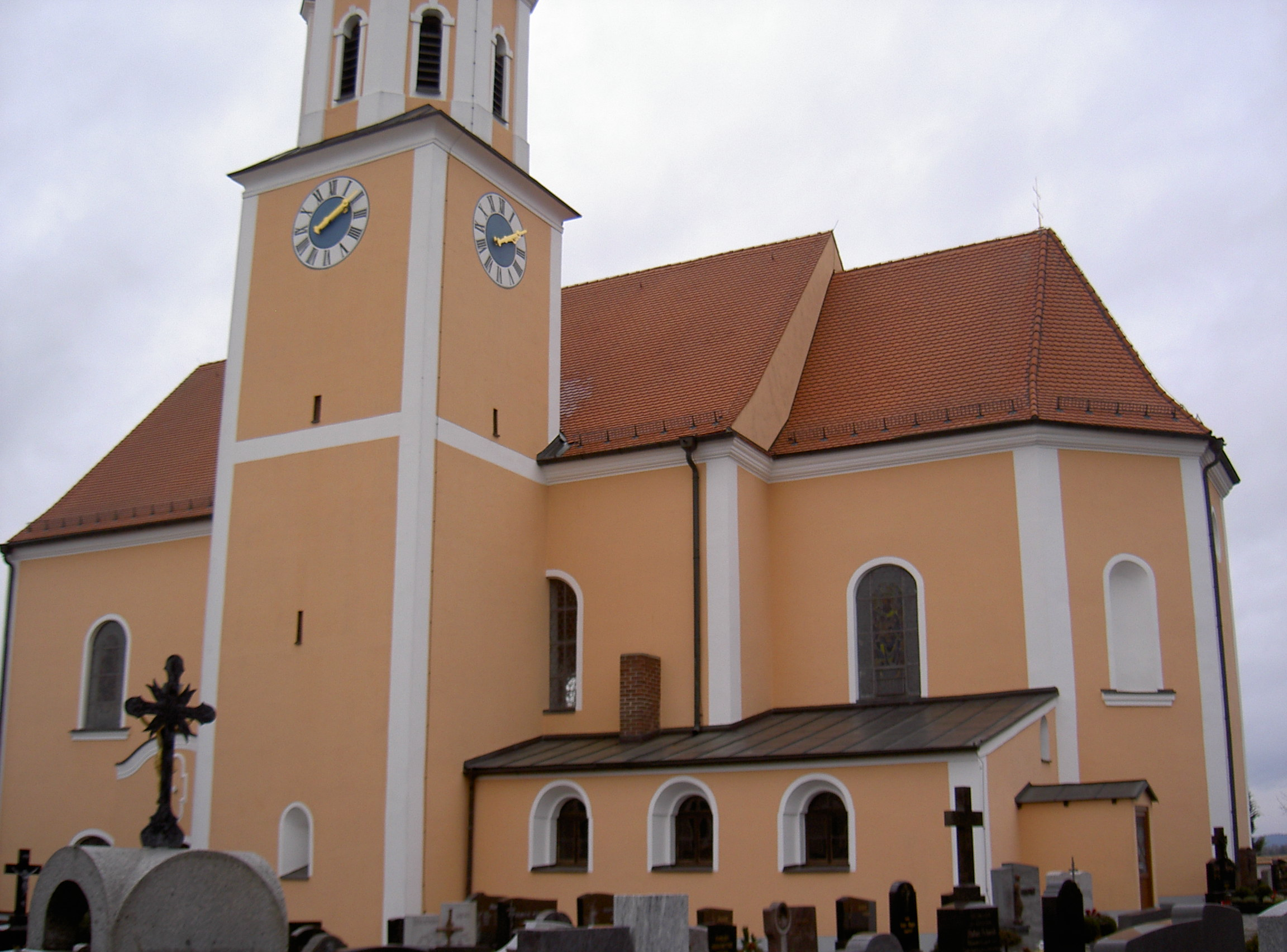
Pfarrkirche St. Michael

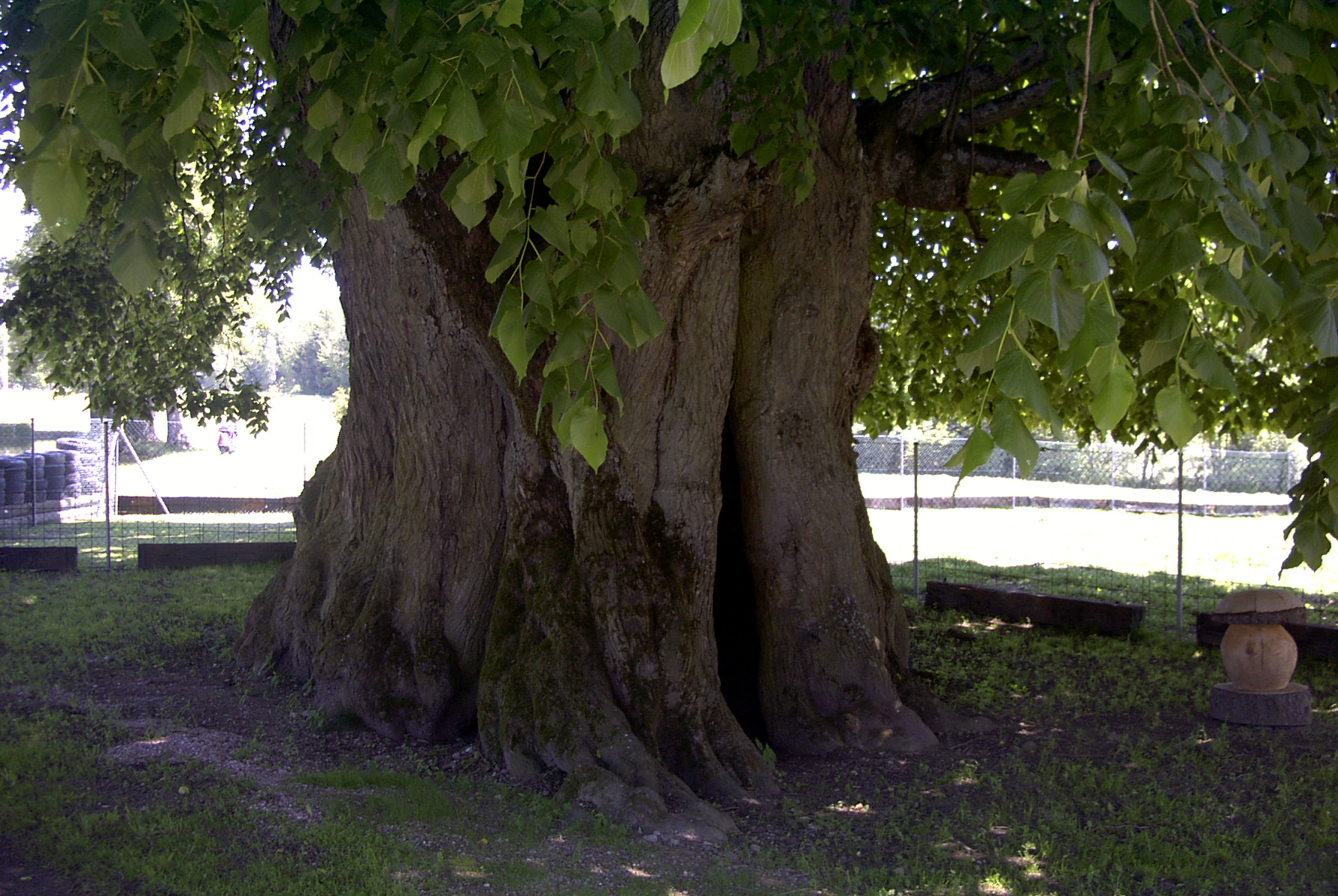
1000-jährige Linde bei Grottenthal

Die 1720 erneuerte, heute als Baudenkmal geschützte, katholische Pfarrkirche St. Michael kennzeichnet den Ortsmittelpunkt des Marktes.

### Naturdenkmäler
Als Naturdenkmal geschützt sind zwei Linden im Gemeindeteil Grottenthal an der Grenze zur Ortschaft Fronau der Stadt Roding:
- die 1000-jährige Linde bei Grottenthal ⊙ mit einem Stammumfang von 9,95 m (2013), steht am östlichen Ortsende am Feldweg auf Privatgrund.[11][12]
- die 500-jährige Linde bei Grottenthal ⊙ mit einem Stammumfang von 6,61 m (2013), steht an der Kreisstraße CHA 23/SAD 13, ebenfalls auf Privatgrund.[13]

In einigen Publikationen wird eine "Grottenthal-Linde" fälschlicherweise der Ortschaft Fronau im Nachbarlandkreis Cham zugeordnet. Beschrieben wird darin die 1000-jährige Linde am Feldweg.